# Van Raesfelt

Van Raesfelt is een oud-adellijk geslacht uit Gemen waarvan een lid sinds 1814 tot de Nederlandse adel behoort en dat met hem in 1828 uitstierf.

## Geschiedenis
De stamreeks begint met Gottfried van Gemen die vermeld wordt tussen 1180 en 1198. Zijn kleinzoon kocht in 1259 de heerlijkheid Raesfelt. Een nazaat, Reinier van Raesfelt (†1654) werd in 1621 burgemeester van Zwolle, trad daarna in Statendienst en werd de stamvader van de Nederlandse tak. Een nazaat, Dirk Joachim Willem Jan van Raesfelt (1755-1828), werd bij Souverein Besluit van 28 augustus 1814 benoemd in de ridderschap van Overijssel en ging daardoor tot de Nederlandse adel behoren. Hij stierf ongehuwd in 1828.

## Enkele telgen
Reinier van Raesfelt (†1654), burgemeester van Zwolle, kapitein in Statendienst 1638, commandeur van Rees
- Arent van Raesfelt, heer van de Poll (1632-1703), majoor in Statendienst, in de ridderschap van Overijssel
  - Evert Elbert Antony van Raesfelt, heer van de Poll en Heemse (1686-1745), kolonel in Statendienst, in de ridderschap van Overijssel; trouwde in 1720 met Jacoba Henriette Arnolda van Uterwijck, vrouwe van Heemse (1698-1753)
    - Isaac Reinder van Raesfelt, heer tot Heemse (1723-1800), kapitein in Statendienst; trouwde in 1750 met Clara Feyoena van Raesfelt-van Sytzama (1729-1807), dichteres
      - Ermgard Ebella Juliana van Raesfelt, vrouwe van Heemse (1757-1780); trouwde in 1775 met jhr. Christiaan Lodewijk van Rechteren, heer van Gramsbergen en Collendoorn (1744-1820), kapitein-ter-zee in Statendienst en drost van IJsselmuiden

    - Arend van Raesfelt, heer van de Poll, den Doorn en Elsen (1725-1807), drost, in de ridderschap van Overijssel
      - jhr. Dirk Joachim Willem Jan van Raesfelt (1755-1828), kolonel in Statendienst, generaal-majoor, in de ridderschap van Overijssel